# Prunus siltepecana
Prunus siltepecana är en rosväxtart som beskrevs av Cyrus Longworth Lundell. Prunus siltepecana ingår i släktet prunusar, och familjen rosväxter. Inga underarter finns listade i Catalogue of Life.